# Katedralen i Beauvais
Saint-Pierre de Beauvais är en gotisk romersk-katolsk katedral i Beauvais i norra Frankrike. Bygget av katedralen inleddes 1225, som efterföljare till stadens dåvarande, eldhärjade katedral. Den nya katedralen invigdes 1272 i till stora delar ofärdigt skick, och än idag saknar den långhus. I mitten av 1500-talet var kyrkan en tid det högsta byggnadsverket i världen.

## Historia

### Bakgrund, tidiga byggen
Saint-Pierre restes vid samma tid som bland annat de franska gotiska katedralerna i Chartres, Reims, Bourges och Amiens. Planen var att konstruera en kyrka större än dessa, som den största gotiska katedralen någonsin. Kyrkobygget inleddes strax intill den äldre, brandhärjade katedralen, vilken därefter kom att tjäna som stenbrott för konstruktionen av den nya kyrkan.

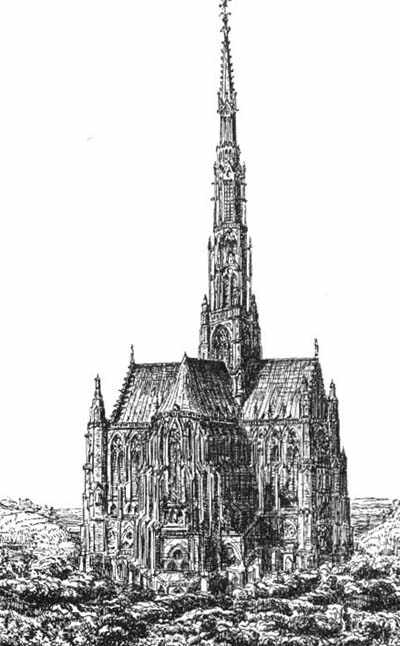
1500-talsteckning, med lykttornet som en tid gjorde byggnaden till högst i världen.

Mittskeppet har den än idag högsta maximala valvhöjden hos någon kyrka (48,5 meter – fyra meter högre än hos katedralen i Amiens), med uppglasade partier från golv till tak. Detta inkluderar i triforiet, där väggen helt ersatts av det gotiska systemet med kryssribbvalv, strävpelare och spetsbågar.
Konstruktionen och ambitionen visade sig dock väl djärv. Valvet störtade in 1282 varpå stödsystemet måste fördubblas, och efter ett flertal ras gjordes aldrig försök att slutföra bygget av katedralen. Idag återstår av kyrkan endast koret (det högsta i Frankrike) och tvärskeppet, vilka båda uppfördes i början av 1300-talet.

### 1500-talet
Konstruktionen av tvärskeppet slutfördes 1548. Därefter bestämdes att låta resa det centrala lykttornet, placerat i korsmitten ovanför den tänkta centralpunkten av kyrkan. 1569 avslutades bygget av lykttornet, som då med sin topp på 153 meters höjd över marken gjorde Saint-Pierre till den högsta byggnaden i världen. Tornhöjden gjorde att det kunde ses från långt avstånd.
Lykttornet var dock en bräcklig konstruktion. Det hade som bas endast fyra pelare runt korsmitten, pelare som inte var dimensionerade för en 153 meter hög byggnad. Kyrkan saknade ett långhus, vilket hade kunnat ge extra stadga åt det hållet. 1572 monterade man ner det järnkors som då satt i lykttornets topp, eftersom korsets tyngd ansågs bidra till påfrestningarna.
Den 30 april 1573, i samband med avslutningen av högmässan på Kristi himmelsfärdsdag, störtade lykttornet samt de tre våningarna på klocktornet samman. Kostnaden för att låta bygga upp valvet igen gjorde att stiftet saknade resurser att även rekonstruera lykttornet. Bristen på byggmedel gjorde även att kyrkobygget, ett bygge som i perioder pågått sedan 1225, avslutades definitivt. Än idag saknar katedralen därför långhus, och delar av den äldre katedralen – lokalt benämnd Notre-Dame-de-la-Basse-Œuvre ('Det låga byggets Mariakyrka') – står kvar där långhuset skulle ha placerats.

### Senare århundranden
Efter lykttornets sammanstörtande återtog Mariakyrkan i Stralsund positionen som högsta byggnad i världen.
Kyrkan avkristnades under franska revolutionen men återtog senare sin tidigare roll. Efter diverse restaureringar under 1800-talet klarade den sig genom både första och andra världskriget någorlunda helskinnad. På 1960-talet monterade man av estetiska skäl ner de sista metallstöttorna i kyrkan, men det dröjde inte förrän 20 år innan allvarliga sprickor började uppträda i konstruktionen. Inför risken att tvingas stänga katedralen lät man senare, för att säkra valvet, installera åtta massiva, 40 meter höga metallbalkar. Dessutom monterade man horisontella träbjälkar för att stabilisera delar av tvärskeppet.

## Interiör, betydelse
I katedralen finns bland annat ett 12 meter högt och sex meter brett astronomiskt ur, sammansatt av 90 000 synkroniserade delar. Uret är monterat i en möbel av romansk-bysantinsk stil. Där finns även ett mekaniskt ur – det äldsta fungerande i sitt slag – som var femtonde minut spelar en kort melodi.
Katedralen är trots avsaknaden av långhus, spira och klocktorn en reslig kyrkobyggnad, där huvudfasaden idag är placerad på den södra änden av det 60 meter långa tvärskeppet. Både kor och valv är högre än hos någon annan kyrkobyggnad.

## Galleri

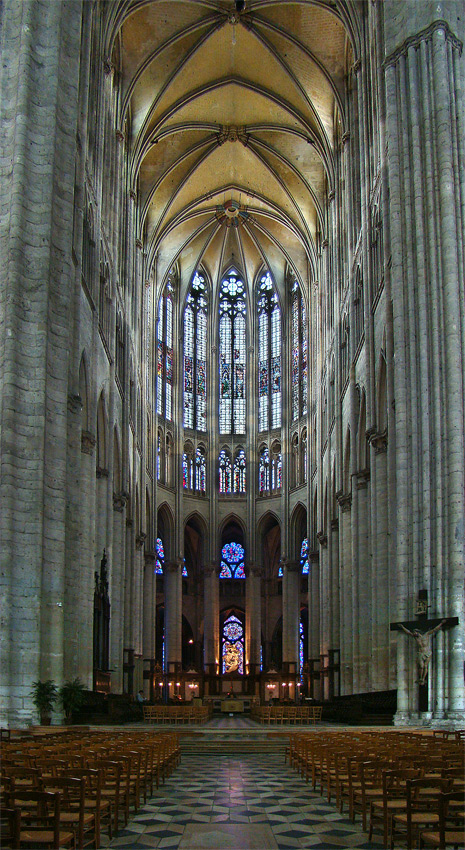
Interiören med valvet, det högsta hos någon kyrka.
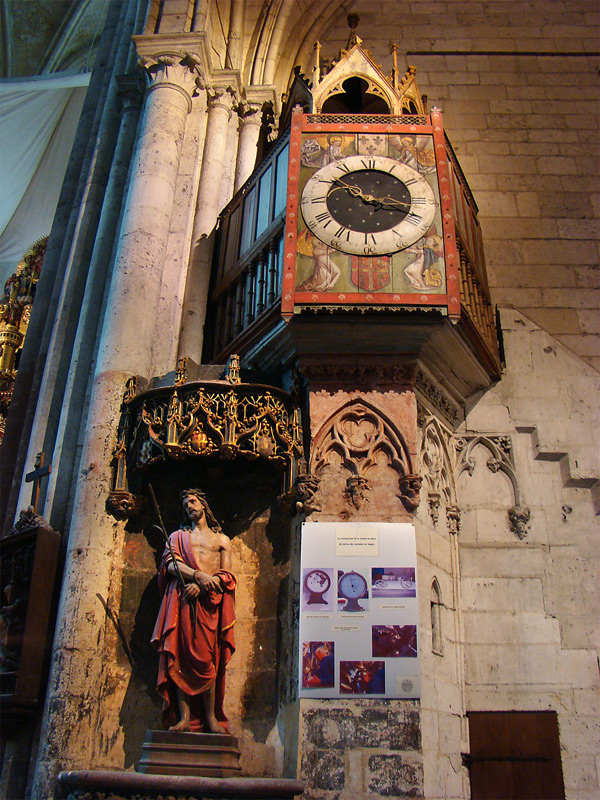
Det mekaniska uret från 1302.
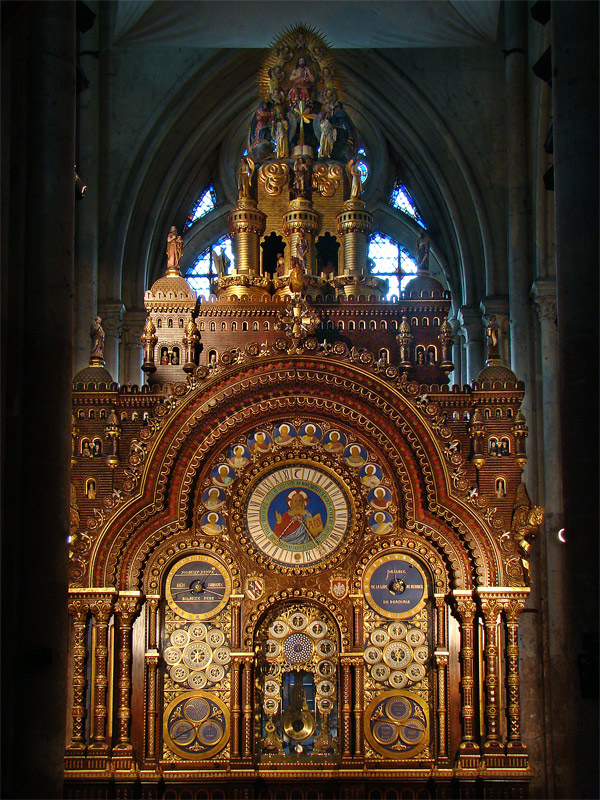
De astronomiska uret.
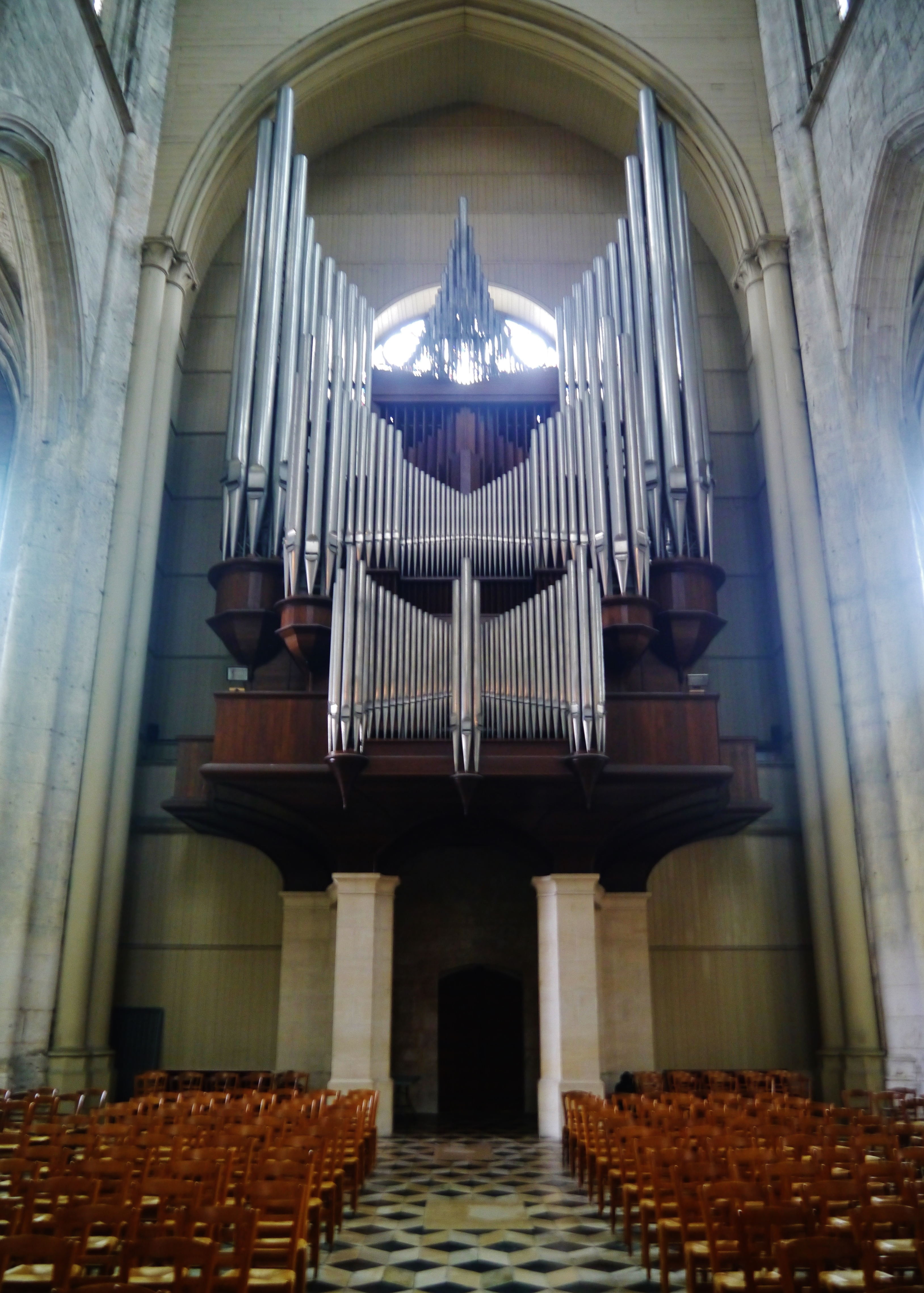
Kyrkorgeln, som genom avsaknaden av långskeptt står vid korsmitten.
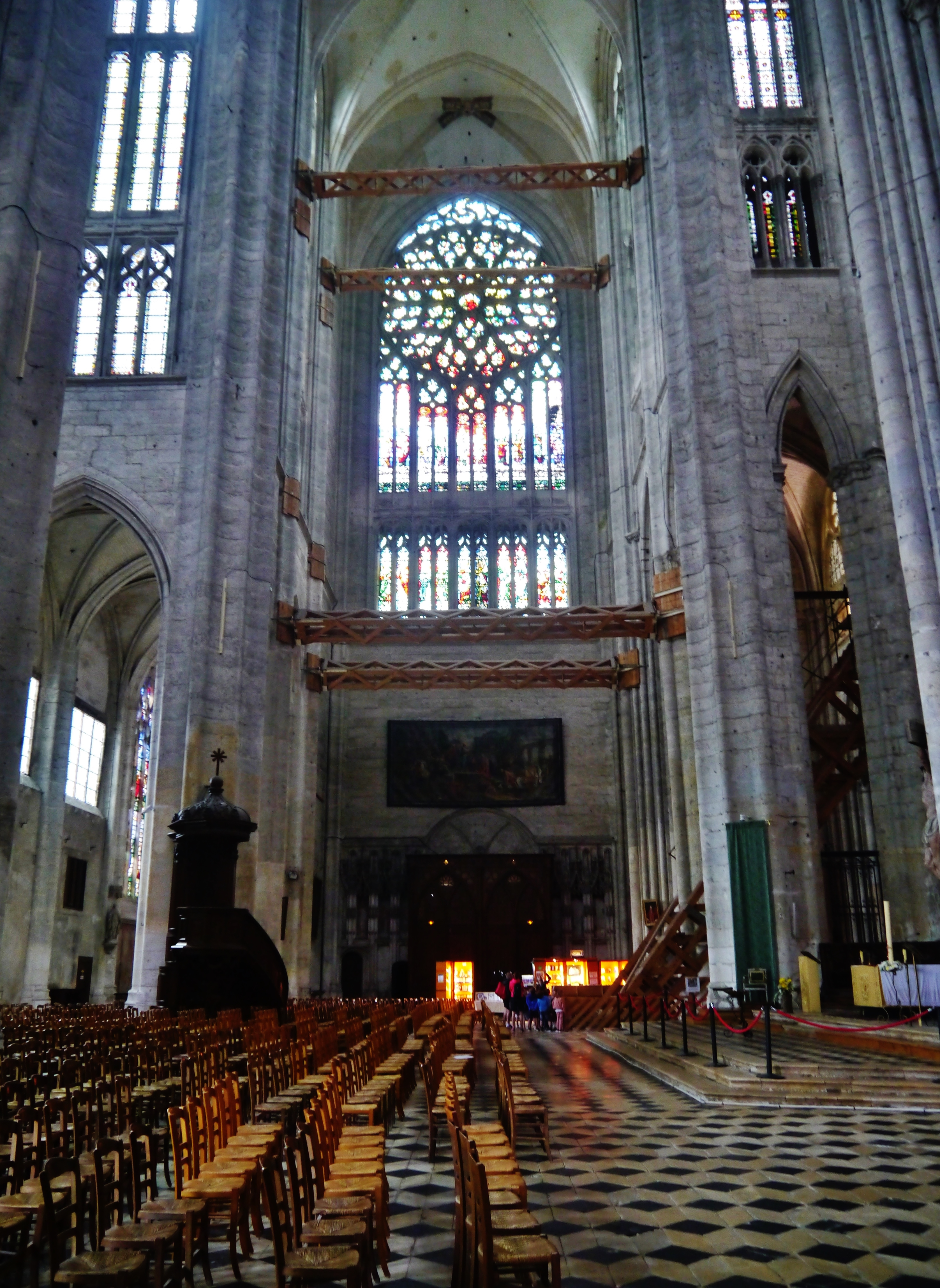
Tvärskeppet med stabiliserande bjälklar.